# Аманкулов, Марат Аскерович
Марат Аскерович Аманкулов (кирг. Марат Аскерович Аманкулов; род. 24 марта 1970, Джети-Огуз, Джети-Огузский район) — киргизский государственный и политический деятель.

## Биография
Родился 24 марта 1970 года в Джети-Огузе Джеты-Огузского района Иссык-Кульской области. По национальности киргиз.
В 1985 году окончил Васильевскую СШ № 2 села Виноградное Аламудунского района Чуйской области, затем с 1985 по 1988 год учился в СПТУ № 37 во Фрунзе (Бишкек) и получил квалификацию водителя-механика.
В 2004 году окончил Киргизский национальный университет имени Жусупа Баласагына по специальности «Юриспруденция».
С 1988 по 1990 год Марат Аманкулов служил в Вооружённых силах СССР в составе западной группы войск в ГДР. Трудовую деятельность начал в 1990 году в сфере лёгкой промышленности, ориентированной на экспорт.
В 2008 году избран депутатом Бишкекского городского кенеша по Гагаринскому избирательному округу № 3. С 2009 года избран председателем постоянной комиссии по бюджету и финансам Бишкекского городского кенеша. С 29 марта 2011 года избран председателем Бишкекского городского кенеша. С декабря 2011 года — председатель Фонда по управлению государственным имуществом при Правительстве Киргизской Республики.
В ноябре 2012 года избран депутатом Бишкекского городского кенеша от Социал-демократической партии Кыргызстана (СДПК). С 28 ноября 2012 года по октябрь 2015 года — председатель Бишкекского городского кенеша.
На парламентских выборах 2015 года Аманкулов был избран депутатом от СДПК (28 ноября 2015 года официально стал депутатом). В сентябре 2020 года, за несколько дней до парламентских выборов в октябре 2020 года, просочилась видеозапись, на которой Аманкулов делает замечание, которое, похоже, сожалеет о независимости Кыргызстана. Аманкулов заявил, что «идеология нашей партии — евразийство. Мы будем стремиться туда. 30 лет нашей жизни и независимости, они показали, пора уже одуматься и пора уже возвращаться». Хотя Аманкулов заявил, что его высказывания были вырваны из контекста, они были встречены осуждением, и на следующий день 300 протестующих провели митинг в Бишкеке, чтобы осудить его высказывания.
С 2019 года — председатель новообразованной партии «Биримдик». В преддверии парламентских выборов 2020 года будучи председателем партии был замешан в скандале из-за неоднозначных высказываний в сторону государственной целостности и суверенитета Кыргызстана, что вызвало народное возмущение. На парламентских выборах 2020 года его партия набрала 24,9 % голосов, заняв первое место и потратив больше всего денег, однако граждане с подозрением отнеслись к результатам и вышли на протесты на которых добились повторных выборов в 2021 году. Сам же Аманкулов покинул партию в декабре 2020 года.
19 марта 2021 года Государственный комитет национальной безопасности Киргизской Республики распространил сообщение о расследовании дела в отношении Марата Аманкулова — «за период своей политической деятельности нажил дорогостоящее движимое и недвижимое имущество, совокупная стоимость которых многократно превышает его официальные доходы. При этом с целью сокрытия своих теневых активов оформлял их на близких родственников и аффилированных лиц, не имеющих официально подтверждаемые доходы. В частности, установлены торгово-развлекательный комплекс, 14 земельных участков, расположенных на территории Бишкека и Иссык-Кульской области, 3 офисных и 4 нежилых помещений, 5 квартир, коттедж в ЦО „Каприз“, 3 особняка, а также 5 автомашин представительского класса. Общая среднерыночная стоимость упомянутых активов составляет более 1,5 млрд сомов». 1 апреля 2021 года ЦИК Кыргызстана досрочно прекратила полномочия депутата.

## Личная жизнь
Женат с 1993 года на Венере, которая родилась и выросла в Бишкеке, училась в школе № 5, там же изучала экономику; её родители родом из Таласа. Имеет четверо детей (сын и три дочери).

## Награды
- Медаль «За безупречную службу перед городом Бишкек»[2];
- Почётная грамота мэрии города Бишкек[2];
- Почётная грамота и Золотая медаль международного благотворительного фонда науки и культуры «Мустафа Кемаль (Ататюрк)» — присвоено звание «Лучший предприниматель и меценат XXI века»[2];
- Отличник муниципальной службы Кыргызской Республики[2].
- Памятный знак «МПА СНГ. 25 лет» (27 марта 2017 года, Межпарламентская ассамблея СНГ) — за содействие в деятельности Межпарламентской Ассамблеи и её органов[18].